# پاملا یک داستان عاشقانه
پاملا، یک داستان عاشقانه محصول ۲۰۲۳ فیلم مستند درباره زندگی و حرفه مدل و بازیگر پاملا اندرسون است.  این فیلم توسط رایان وایت کارگردانی شد، و در نتفلیکس در ۳۱ ژانویه ۲۰۲۳ منتشر شد.

## پذیرایی
"پاملا، یک داستان عشق" نقدهای مثبتی دریافت کرد.  در وب‌سایت مجموع نقد Rotten Tomatoes، این فیلم بر اساس ۴۹ نقد، ۹۶% تایید شده است.  اجماع منتقدان این وب‌سایت می‌گوید: «با استفاده از یک ساختار کاملاً استاندارد، «پاملا، یک داستان عاشقانه»، زندگی عمومی سوژه‌اش را به یک اثر تفکر برانگیز بازمتن‌بندی می‌کند.در متاکریتیک، فیلم بر اساس ۱۳ منتقد، میانگین وزنی امتیاز ۶۶ از ۱۰۰ را دارد که نشان‌دهنده «نقدهای عموماً مطلوب» است.

### تحسین ها
«پاملا، یک داستان عاشقانه» دو نامزدی در هفتاد وپنجمین دوره جوایز امی هنرهای خلاقانه پرایم تایم برای فیلم های مستند یا غیر داستانی برجسته و آهنگسازی برجسته موسیقی برای یک سریال مستند یا ویژه دریافت کرد.

## خلاصه
این مستند زندگی اولیه و کودکی اندرسون را بازگو می کند، شروع مدلینگ او برای مجله پلی بوی، در سریال بای واچ، موقعیت او به عنوان یک سمبل جنسی  و عینیت جنسی، و همچنین ازدواج آشفته او با موتلی کرو درامر تامی لی از طریق روایت خودش می پردازد.